# Xã Jackson, Quận Auglaize, Ohio
Xã Jackson (tiếng Anh: Jackson Township) là một xã thuộc quận Auglaize, tiểu bang Ohio, Hoa Kỳ. Năm 2010, dân số của xã này là 3.649 người.